# Olimpia Dobrovolska

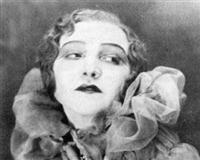
Olimpia Dobrovolska

Olimpia Dobrovolska, auch Olimpia Ostapivna Dobrovolska (geboren am 12. August 1895 in Odessa; gestorben am 2. Februar 1990 in New York), war eine ukrainische Schauspielerin und Theaterregisseurin. Sie emigrierte 1942 nach Amerika und leitete zusammen mit ihrem Mann verschiedene Theaterprojekte.

## Leben
Olimpia Dobrovolska lebte während der deutschen Besatzung in Lemberg und war mit dem Regisseur Jossyp Hirnjak verheiratet. Dobrovolska spielte von 1917 bis 1919 am Molodyi Theater, 1920 bis 1922 am Franko-Theater (heute Kiewer Ukrainisches Dramatheater) und dessen Theaterstudio. Von 1922 bis 1933 wirkte sie am Beresil-Theater in Kiew und Charkiw und 1942 bis 1944 am Lemberger (Lwiw) Operntheater. Sie emigrierten 1944 nach Österreich, dann nach Deutschland und in die USA, wo sie 1949–1957 zusammen mit ihrem Mann ein Theaterstudio leitete. 1954–1957 leiteten sie zusammen das Ukrainian Theater in America und von 1956–1964 das Slovo Theater. Sie trat in verschiedenen Rollen auf und inszenierte erfolgreich Lesia Ukrainkas Lisova Pisnia (Das Waldlied) und Orgia (Orgie), sowie Henrik Ibsens Ghosts (Gespenster).

## Wirken
Nachdem die Deutschen die Sowjetukraine besetzt und das Reichskommissariat Ukraine eingerichtet hatten, war es für Dobrovolska und Hirnjak schwer eine Anstellung zu finden. Im August 1940 erhielt er die Erlaubnis, zusammen mit seiner Frau, aus dem sowjetischen Exil zurückzukehren. Im folgenden Jahr fanden beide eine Anstellung in einem Kiewer Theater. Im Sommer 1941 wurden sie mit ihrer Truppe verhaftet, konnten jedoch bei einem Zugstopp fliehen. Hirnjak und Dobrovolska kamen im Frühjahr 1942 nach Lwiw.
Anfang 1942 schlossen sie sich dem Lemberger Ensemble an. Die Bewohner des Reichskommissariats Ukraine erhielten nur selten eine Umzugsgenehmigung. Die deutsche Verwaltung behandelte die aus der Ostukraine ankommenden Personen als potenzielle sowjetische Agenten, ähnlich wie es die Sowjets mit den Flüchtlingen aus den von Deutschland besetzten Gebieten getan hatten. Doch dem Paar gelang es, alle Hindernisse zu überwinden und nach Lemberg zu gelangen. Ihre Ankunft veränderte die Theaterkultur in Lviv. Die deutschen Direktiven sahen vor, dass die Mehrheit der Darsteller Ukrainer sein mussten. Die meisten von ihnen waren Provinzschauspieler. Bis 1939 erhielten weder ukrainische noch jüdische Theater irgendeine Unterstützung vom Staat, sodass ihre einzige Einnahmequelle die Aufführungen für das Provinzpublikum waren.
Das Theaterstudio von Hirnjak und Dobrovolska wurde 1946 in Landeck, Österreich, gegründet. Es hatte später seinen Sitz in Mittenwald, Deutschland, und führte bis 1949 über 250 Vorstellungen in ganz Westdeutschland auf. In diesem Jahr nahm es seine Aktivitäten in New York wieder auf und wurde 1951 aufgelöst. Anschließend eröffneten sie das Ukrainian Theater in America. Mit diesem Theaterstudio synthetisierten sie beispielsweise moderne Elemente und traditionelle Krippenspiele. Einige Stücke waren die satirischen Revuen wie Zamotelychene telia (Das verwirrte Kalb), Blakytna avantura (Das blaue Abenteuer) und Son ukraïns koï nochi (Ein Traum von einer ukrainischen Nacht) von Ilarion Cholhan.